# Viação Motta
A Viação Motta é uma empresa de ônibus brasileira, fundada em 1967 em Presidente Prudente, no estado de São Paulo, e com sede na mesma. 
As linhas da empresa cobrem destinos principalmente nas regiões Sudeste e Centro-Oeste do Brasil. Atualmente, pertencente aso Grupo Vega, serve mais de 400 cidades interligando os estados de São Paulo, Mato Grosso do Sul, Mato Grosso, Paraná, Minas Gerais, Goiás, Distrito Federal e Rio de Janeiro. 

## História
A Viação Motta foi fundada em 31 de março de 1967 na cidade de Presidente Prudente, no interior de São Paulo, por Pedro Cassimiro da Motta, morto em 1996. Pedro Cassimiro Motta sempre trabalhou com transporte de passageiros. Paulista de Conceição de Monte Alegre, ainda jovem começou a trabalhar com o transporte de toras de madeira para as serrarias de Maracaí.
Com a razão social de Viação Motta Ltda., a empresa surgiu como uma dissidência da Empresa de Transportes Andorinha. Inicialmente, transportava passageiros entre os Estados de São Paulo e Mato Grosso (hoje Mato Grosso do Sul) em ônibus FNMD 9500, equipados com carrocerias Nicola.
"Naquela época - declarou seu fundador - as maiores dificuldades eram travessia do rio Paraná pela balsa e as estradas de terra que, quando chovia, aumentavam os problemas da empresa."

### Crescimento
Uma das suas maiores conquistas foi a ligação rodoviária entre as cidades de Porto Velho (RO) e a cidade de Manaus (AM), transportando alunos do Projeto Rondon da cidade de Humaitá (AM) até a cidade de Manaus pela rodovia BR-319 no ano de 1974.
Ao longo de sua existência teve a sua sede transferida para a cidade vizinha de Regente Feijó.
Manteve até 2016 parceria por décadas com a Shell (fornecedora de combustíveis e lubrificantes), Busscar (antiga Nielson, fabricante de carrocerias de ônibus), Scania e Mercedes-Benz (fornecedoras de plataformas para ônibus), além das concessionárias Codema e Jabur, respectivamente das Marcas Scania e Mercedes-Benz.

### Nova direção e sede
Em dezembro de 2016, então atolada em dívidas e com sua frota sucateada, a Viação Motta é incorporada ao Grupo Vega de Fortaleza, renovando sua frota com ônibus modernos. Os 12 ônibus Paradiso 1600 LD possuem 44 poltronas semileito com descansa pernas. Já os oito ônibus Paradiso 1800 DD têm capacidade para transportar 56 passageiros, sendo 44 em poltronas semileito com descansa pernas no piso superior e 12 do tipo leito, no piso inferior.
Todos os vinte veículos adquiridos pela Viação Motta possuem chassi Mercedes-Benz 0500 RSD e vêm equipados com geladeira, bebedouro, sistema de ar-condicionado com saídas individuais e preparação para equipamentos audiovisuais e eletrônicos. Além disso, possuem iluminação do salão de passageiros toda em LED, com luzes indiretas, que criam um ambiente de conforto e sofisticação. O LED está presente também nas luzes de leitura dos porta-focos, com acionamento por toque. O interior dos ônibus traz cores e iluminação diferenciadas, bem como sanitário mais prático, confortável e espaçoso.
Em julho de 2019 houve um ensaio de transferência de sede de Regente Feijó para Campo Grande, o que acabou não ocorrendo. Mas a sede mesmo assim foi transferida de volta para a vizinha Presidente Prudente.

## Atendimento
Atualmente pertencente ao Grupo Vega, a Motta se tornou uma empresa especializada no ramo de transporte fazendo importantes ligações. Opera em 61 linhas servindo mais de 400 cidades, cobrindo percursos entre 79 municípios nos estados de São Paulo, Mato Grosso, Mato Grosso do Sul, Paraná, Minas Gerais, Rio de Janeiro, Goiás e Distrito Federal, percorrendo anualmente cerca de 20 milhões de quilômetros. 
Apesar de a Motta ter sido fundada no estado de São Paulo, até hoje não é uma empresa cadastrada no sistema da ARTESP para transporte intermunicipal paulista de passageiros. Ao invés disso é cadastrada no sistema intermunicipal do estado vizinho de Mato Grosso do Sul, a AGEMS.